# Білеве Ріпище
Білеве Ріпище — колишній хутір Малинської волості Радомисльського повіту Київської губернії та Головківської сільської ради Малинського району Малинської, Коростенської і Волинської округ.
У 1923 році хутір включено до складу новоствореної Головківської сільської ради, котра, від 7 березня 1923 року, стала частиною новоутвореного Малинського району Малинської округи. За іншими даними, хутір числиться на обліку в сільській раді з вересня 1924 року.
Знятий з обліку населених пунктів до 1 жовтня 1941 року.